# Porcos vérteshalak
A porcos vérteshalak vagy fél-csontoshalak (Chondrostei) a sugarasúszójú halak (Actinopterygia) osztályának egyik alosztálya. Korábbi rendszerekben is hasonlóan elkülönítették őket a többi csontoshal-csoporttól. A Dudich−Loksa-féle rendszerben vérteshalak néven szerepelnek, mint a csontoshalak első, és legprimitívebb alosztálya. Az Urania Állatvilág rendszerében a sugaras úszójú halak alosztályában, azon belül az ősúszósok csoportjában (Palaeopterygii) szerepelnek, mint öregrend.

## Törzsfejlődés
A porcos vérteshalak tulajdonképpen utolsó maradványai egy valamikor nagyon fajgazdag halcsoportnak, melyek főképp a földtörténeti középidő (mezozoikum) elején – az alsó triász korban − voltak elterjedtek. Megjelenésük valamikor a középső devonban lehetett. A jelentős megfogyatkozásuk az alsó jurában kezdődött, és a kréta korból már olyan kevés rendet ismerünk, mint jelenleg. A kihaltakkal együtt közel 20 csoportjukat lehet megkülönböztetni, melyből 4-et szoktak kiemelni: †Palaeonisciformes, †Platysomiformes, Acipenseriformes (tokalakúak) és Polypteriformes (sokúszóscsuka-alakúak).

## Testfelépítés
A porcos vérteshalak anatómiai jellegzetességeik alapján primitív halcsoportnak tekinthető. Nevük onnan ered, hogy vázrendszerükben a porcszövetnek még nagyobb szerepe van, mint a csontoknak. Koponyájuk erőteljes, bőrcsontokkal borított, vastag csontozatú, melynek jellegzetessége a csőrszerűen előrenyúló nyúlvány (rostrum), mely a porcos halak (Chondrichtyes osztály) körében is megvan. Kopoltyúfedőjük már kialakult. A gerincoszlop tökéletlenül csontosodott el, a csigolyatestek még porcosak, mitöbb tökéletlenül fejlődtek ki, csak alsó és felső gyűrűt alkotó ívszárak vannak meg, melyek körülölelik a gerincvelőt és a szívből induló, kopoltyúkhoz vezető aortát. A gerinchúr csaknem teljes egészében megmaradt, mely igen primitív sajátosságnak tekinthető. Szájnyílásuk – akár a cápáké – alsó állású, állkapcsaik csökevényesek. Kültakarójuk bőr, melyen vagy rombikus pikkelyek, vagy sorokba rendezett csontlemezek vérteznek.
Belső zsigeri rendszereik is számos ősi, primitív sajátosságot őriztek meg, melyek sok esetben a cápák belső anatómiai felépítésére emlékeztet. Bélrendszerük jól tagolt, háromszakaszos, felületnövelő, spirálisan csavarodott bélredőjük van a középbéli szakaszon. A szív kamrája után, még az aortatörzs előtt ún. artériás gumó vagy kúp öblösödik ki. Úszóhólyagjuk már kialakult, hatalmas méretű, de osztatlan. A szív kamrájának belseje mirigyekben gazdag. A gyomorfal igen erőteljes simaizomzatú, akárcsak a madarak zúzógyomra. Kloákájuk nincs, a húgy−ivarrendszer és a végbél nyílása elkülönül egymástól.
A porcos halakkal ellentétben megtermékenyítésük külső, nagyszámú, igen kisméretű petét raknak.

## Elterjedés
Elterjedési területük az északi mérsékelt öv, annak is nagy folyamai, de olykor-olykor a tengerbe is lejárnak, hatalmas utakat megtéve.

## Jelentőségük
Gazdasági jelentőségük van, hisz húsukért és ikrájukért halásszák őket. Magyarországon főképp a viza (Huso huso) halászata volt jelentős, hisz a Dunában a XIX. század végéig sok viza élt, mára azonban teljesen kipusztult hazánkból. A kisebb méretű kecsege (Acipenser ruthenus) is hasonlóan keresett cikk, de szerencsére még nincs végveszélyben. A viza és a kecsege keresztezésével hozták létre a remek tulajdonságokkal rendelkező vicsegét (viza + kecsege szóösszetételből).